# Bonassola
Bonassola – miejscowość i gmina we Włoszech, w regionie Liguria, w prowincji La Spezia.
Według danych na rok 2004 gminę zamieszkiwało 971 osób, 107,9 os./km².